# Jiří Lehečka
Jiří Lehečka (Mladá Boleslav, 8 november 2001) is een Tsjechisch tennisser.

## Carrière
Lehečka won in 2019 aan de zijde van landgenoot Jonáš Forejtek de juniorenfinale op Wimbledon tegen Liam Draxl en Govind Nanda. In 2020 maakte hij zijn profdebuut, in 2021 won hij zijn eerste challengers (2 enkelspel en 3 dubbelspel). In 2022 nam hij deel aan alle Grand Slams maar wist nooit voorbij de eerste ronde te geraken in het enkelspel. Ook in het dubbelspel op de US Open werd de eerste ronde de eindhalte. In 2022 won hij een challenger in het enkelspel. Aan het eind van het seizoen werd hij geselecteerd voor de Next Generation ATP Finals. Hij wist de finale te halen maar verloor in drie sets van de Amerikaan Brandon Nakashima.

## Palmares
| Legenda                       | Legenda               |
| ----------------------------- | --------------------- |
| Grand Slam                    |                       |
| Olympische Spelen             |                       |
| tot 2009                      | vanaf 2009            |
| Tennis Masters Cup            | ATP Finals            |
| ATP Masters Series            | ATP Tour Masters 1000 |
| ATP International Series Gold | ATP Tour 500          |
| ATP International Series      | ATP Tour 250          |

### Enkelspel
| Nr.                             | Datum             | Toernooi          | Ondergrond | Tegenstander in finale | Score         | Details |
| ------------------------------- | ----------------- | ----------------- | ---------- | ---------------------- | ------------- | ------- |
| gewonnen finales herenenkelspel |                   |                   |            |                        |               |         |
| verloren finales herenenkelspel |                   |                   |            |                        |               |         |
| 1.                              | 26 augustus 2023  | ATP Winston-Salem | Hardcourt  | Sebastian Baez         | 4-6, 3-6      | Details |
| gewonnen challengers            |                   |                   |            |                        |               |         |
| 1.                              | 25 juli 2021      | Tampere           | Gravel     | Nicolás Kicker         | 5-7, 6-4, 6-3 |         |
| 2.                              | 26 september 2021 | Boekarest         | Gravel     | Filip Horanský         | 6-3, 6-2      |         |
| 3.                              | 7 augustus 2022   | Liberec           | Gravel     | Nicolás Álvarez Varona | 6-4, 6-4      |         |

#### Next Generation ATP Finals
| Nr.              | Datum            | Toernooi                   | Ondergrond    | Tegenstander in finale | Score         | Details |
| ---------------- | ---------------- | -------------------------- | ------------- | ---------------------- | ------------- | ------- |
| Verloren finales |                  |                            |               |                        |               |         |
| 1.               | 12 november 2022 | Next Generation ATP Finals | Hardcourt (i) | Brandon Nakashima      | 3-4, 3-4, 2-4 | details |

### Dubbelspel
| Nr.                              | Datum           | Toernooi   | Ondergrond    | Partner      | Tegenstander in finale                | Score               | Details |
| -------------------------------- | --------------- | ---------- | ------------- | ------------ | ------------------------------------- | ------------------- | ------- |
| gewonnen finales herendubbelspel |                 |            |               |              |                                       |                     |         |
| verloren finales herendubbelspel |                 |            |               |              |                                       |                     |         |
| 1.                               | 25 juni 2023    | ATP Londen | Gras          | Taylor Fritz | Ivan Dodig Austin Krajicek            | 4-6, 7-6(5), [3-10] | Details |
| gewonnen challengers             |                 |            |               |              |                                       |                     |         |
| 1.                               | 27 juni 2021    | Milaan     | Gravel        | Vít Kopřiva  | Dustin Brown Tristan-Samuel Weissborn | 6-4, 6-0            |         |
| 2.                               | 1 augustus 2021 | Poznań     | Gravel        | Zdeněk Kolář | Karol Drzewiecki Aleksandar Vukic     | 6-4, 3-6, [10-5]    |         |
| 3.                               | 7 november 2021 | Bergamo    | Hardcourt (i) | Zdeněk Kolář | Lloyd Glasspool Harri Heliövaara      | 6-4, 6-4            |         |

## Resultaten grote toernooien
| Legenda | Legenda                          |
| ------- | -------------------------------- |
| g.t.    | geen toernooi gehouden           |
| l.c.    | lagere categorie                 |
| –       | niet deelgenomen                 |
| G       | uitgeschakeld in de groepsfase   |
| 1R      | uitgeschakeld in de eerste ronde |
| 2R      | uitgeschakeld in de tweede ronde |
| 3R      | uitgeschakeld in de derde ronde  |
| 4R      | uitgeschakeld in de vierde ronde |
| KF      | uitgeschakeld in de kwartfinale  |
| HF      | uitgeschakeld in de halve finale |
| F       | de finale verloren               |
| W       | het toernooi gewonnen            |
| w-v     | winst/verlies-balans             |

### Enkelspel
| toernooi            | 2022 | 2023 | 2024 |
| ------------------- | ---- | ---- | ---- |
| Grandslamtoernooien |      |      |      |
| Australian Open     | 1R   | KF   |      |
| Roland Garros       | 1R   | 2R   |      |
| Wimbledon           | 1R   | 4R   |      |
| US Open             | 1R   | 1R   |      |
| Statistieken        |      |      |      |
| titels per jaar     | 0    | 0    | 0    |
| eindejaarsranking   | 81   | 31   |      |

### Dubbelspel
| toernooi            | 2022 | 2023 | 2024 |
| ------------------- | ---- | ---- | ---- |
| Grandslamtoernooien |      |      |      |
| Australian Open     | –    | 1R   |      |
| Roland Garros       | –    | –    |      |
| Wimbledon           | –    | –    |      |
| US Open             | 1R   | –    |      |
| Statistieken        |      |      |      |
| titels per jaar     | 0    | 0    | 0    |
| eindejaarsranking   | 867  | 147  |      |